# 미드서퍽

미드서퍽의 위치

미드서퍽(영어: Mid Suffolk)은 잉글랜드 서퍽주에 위치한 비도시 자치구로 중심 도시는 니덤마켓이며 인구는 99,121명(2014년 기준), 면적은 871.1km2이다.